# Elnur Hüseynov
Elnur Hüseynov (ur. 7 marca 1987 w Aszchabadzie) – azerski piosenkarz, dwukrotny reprezentant kraju podczas Konkursu Piosenki Eurowizji w 2008 (razem z Samirem Cavadzadə) i 2015 roku, zwycięzca czwartej edycji programu Sound of Turkey w 2015 roku.

## Dzieciństwo i edukacja
Hüseynov urodził się w Aszchabadzie, stolicy Turkmenistanu jako syn wojskowego i nauczycielki teorii muzyki. W wieku pięciu lat Elnur rozpoczął naukę w szkole muzycznej dla uzdolnionych dzieci, gdzie uczył się gry na fortepianie. W 1999 roku wraz z rodziną przeprowadził się do Baku w Azerbejdżanie, gdzie studiował w szkole medycznej, którą ukończył na kierunku dentystycznym. W 2004 roku ukończył naukę w Akademii Muzycznej im. Asafa Zeynally'ego oraz zaczął uczęszczać na kurs fryzjerski.

## Kariera muzyczna

### 2003–06: Początki kariery

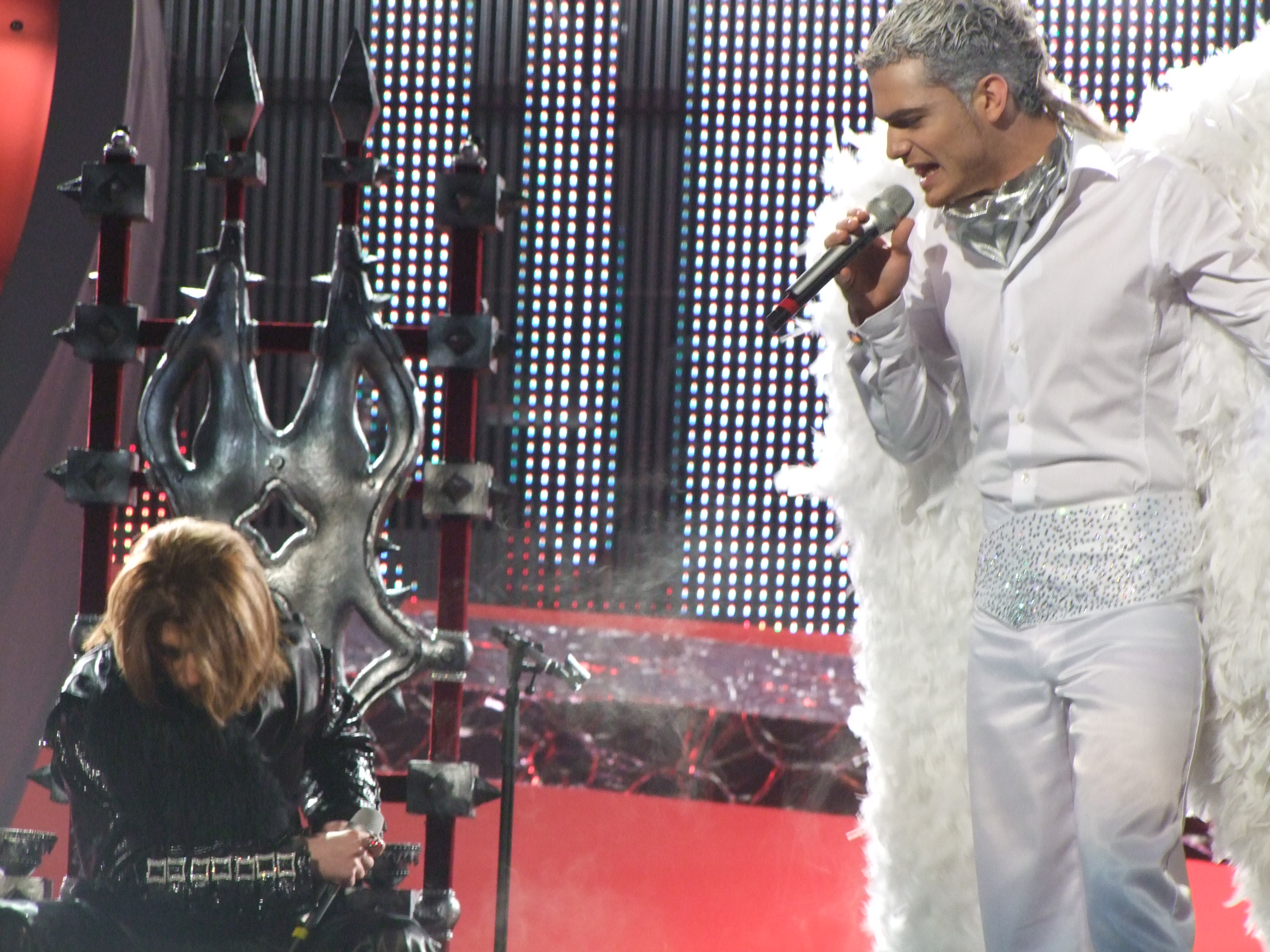
Hüseynov podczas występu w 53. Konkursie Piosenki Eurowizji w 2008 roku

W 2003 roku Hüseynov otrzymał pierwszą nagrodę podczas konkursu muzycznego Sing Your Song transmitowanego przez krajową telewizję Lider TV. Po ukończeniu nauki w Akademii Muzycznej w 2004 roku zaczął pracować w Państwowym Akademickim Teatrze Opery i Baletu oraz śpiewać w chórze działającym dla Państwowej Filharmonii Społecznej i grupie kościelnej.

### 2008: Konkurs Piosenki Eurowizji
Na początku lutego 2008 roku Hüseynov, razem z Samirem Cavadzadə, wziął udział w lokalnych eliminacjach do 53. Konkurs Piosenki Eurowizji – Land of Fire 2008. Piosenkarze zgłosili się do selekcji z utworem „Day After Day”, za który zdobyli ostatecznie największe poparcie komisji jurorskiej, dzięki czemu zostali wybrani na pierwszych w historii reprezentantów Azerbejdżanu podczas konkursu organizowanego w Belgradzie. Na początku kwietnia w Modern World Studios w Londynie nagrali nową wersję swojej konkursowej propozycji oraz wyruszyli w trasę promocyjną po Europie, w ramach której wystąpili w Grecji i Andorze oraz na Łotwie i Ukrainie.

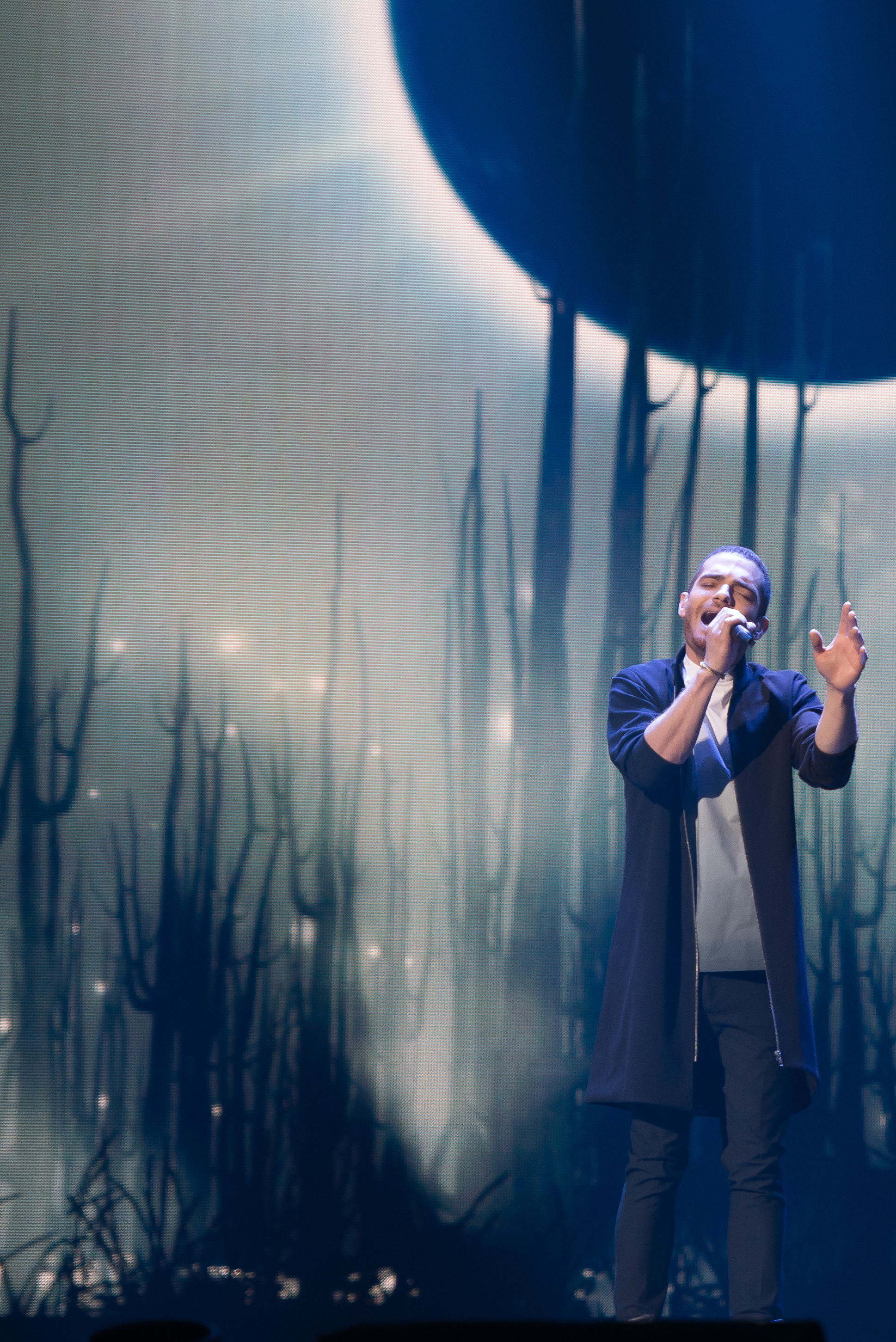
Hüseynov podczas prób do występu w 60. Konkursu Piosenki Eurowizji w 2015 roku

20 maja Hüseynov i Cavadzadə wystąpili jako siódmi w kolejności w pierwszym półfinale Konkursu Piosenki Eurowizji, z którego awansowali do finału z 6. miejsca. Podczas sobotniego koncertu finałowego zdobyli łącznie 132 punkty, dzięki czemu zajęli ostatecznie 8. miejsce. Podobnie jak w oficjalnym teledysku do utworu, Hüseynov odegrał na scenie postać anioła. Niedługo po udziale w konkursie duet zakończył współpracę.

### 2009–2014:Notre-Dame de Paris
W czerwcu 2010 roku Hüseynov wcielił się w rolę Febusa de Châteaupersa w lokalnej inscenizacji musicalu Notre-Dame de Paris wystawianego w Heydar Aliyev Palace. W październiku tegoż roku zgłosił chęć udziału w krajowych eliminacjach do 56. Konkursu Piosenki Eurowizji, jednak nie został dopuszczony do stawki konkursowej. Wystąpił jednak jako chórzysta podczas ćwierćfinałowego występu Diany Gadżyjewej, która zajęła niepromowane awansem, czwarte miejsce w swojej rundzie.
W 2011 roku Hüseynov zaczął systematycznie występować w Filharmonii Państwowej.

### Od 2014:The Voice Turkeyi Konkurs Piosenki Eurowizji
W grudniu 2014 roku Hüseynov wziął udział w przesłuchaniach do czwartej edycji programu Sound of Turkey będącego lokalną wersją formatu The Voice. Piosenkarz zakwalifikował się do drużyny Ebru Gündeş i ostatecznie wygrał finał programu, który odbył się 19 lutego 2015 roku.
W marcu 2015 roku azerski nadawca İctimai potwierdził, że Hüseynov został wybrany na reprezentanta Azerbejdżanu podczas 60. Konkursu Piosenki Eurowizji z utworem „Hour of the Wolf”. 21 maja wystąpił w drugim półfinale konkursu i zakwalifikował się do finału, w którym wystąpił jako dwudziesty czwarty w kolejności i zajął 12. miejsce z 49 punktami, w tym maksymalną notą 12 punktów od Czech.